# Michael Walker
Michael Walker (nascut el 1967) és un cineasta nord-americà. Ha escrit i dirigit quatre llargmetratges, incloent Chasing Sleep, protagonitzat per Jeff Daniels i Price Check, protagonitzat per Parker Posey. Les seves pel·lícules s'han estrenat al Festival Internacional de Cinema de Toronto i al Festival de Cinema de Sundance.

## Biografia
Walker es va graduar a la Tisch School of the Arts de la Universitat de Nova York el 1989. També va estudiar a Stella Adler d'Acting de Los Angeles. Es va traslladar a Seattle on va fer el seu primer curtmetratge, Pie Eater, que es va estrenar al Festival de Cinema de Hamptons el 1995. Després va passar a viure a la ciutat de Nova York.

## Filmografia
| Any  | Títol               | Notes                                                     |
| ---- | ------------------- | --------------------------------------------------------- |
| 1995 | Pie Eater           | Curt premiat al Festival internacional de cinema Hamptons |
| 1997 | Letters at Midnight | Curt                                                      |
| 2000 | Chasing Sleep       | Premiat al Festival internacional de Tornoto              |
| 2012 | Price Check         | Premiat al Sundance Film Festival                         |
| 2013 | The Maid's Room     | Premiat al Festival internacional de cinema Hampton       |
| 2017 | Cut Shoot Kill      | [ 7 ]                                                     |
| 2018 | Paint               | Pilot televisiu, premiat al Sundance Film Festival        |